# قانون الفنون والثقافة
قانون الفنون والثقافة هو الكيان القانوني، بما في ذلك، القانون المحلي والأجنبي، والمعاهدات والاتفاقيات متعددة الأطراف، التي تنظم الفنانين والفنون الجميلة والممتلكات الثقافية وتسري عليها.

## مجالات قانون الفنون والثقافة
- قانون الفنون والممتلكات الثقافية
- قانون الفنون والتراث الثقافي
- إتفاقية برن لحماية المصنفات الأدبية والفنية (1971)
- التقاضي بخصوص حقوق الطبع والنشر
- نزاعات الممتلكات الثقافية
- قانون الممتلكات الثقافية
- تشريع الممتلكات الثقافية الفيدرالية
- حماية الممتلكات الثقافية الدولية
- الحقوق الأخلاقية

## وصلات خارجية
- The Art Law Blog